# 吉丸雄哉
吉丸 雄哉（よしまる かつや、1973年8月28日 - ）は、国文学者。二松学舎大学文学部教授。専門は日本近世文学。

## 人物・来歴
長崎県生まれ。青雲中学校・高等学校を経て、1996年東京大学文学部国文学科卒業。2004年同大学院人文社会系研究科博士課程単位取得満期退学。2007年「式亭三馬とその研究」で博士（文学）の学位を取得。2010年三重大学人文学部准教授。2019年三重大学人文学部教授。2024年、二松学舎大学文学部国文学科教授。

## 著書
- 『武器で読む八犬伝』新典社新書 2008
- 『式亭三馬とその周辺』新典社研究叢書 2011

共編著
- 『忍者文芸研究読本』山田雄司,尾西康充共編著、笠間書院 2014
- 『忍者の誕生』山田雄司 共編著、勉誠出版 2017.03

## 参考
- ISBN 978-4-7879-6121-1
- 二松学舎大学による吉丸雄哉研究室の紹介